# Hit & Run Productions
Pour les articles homonymes, voir Hit and run.
Hit & Run Productions est une société de production cinématographique britannique créée par les producteurs Hilary Shor et Tony Smith. C'est une extension de la société anglaise de production musicale Hit & Run Music Publishing.

## Filmographie

### Télévision
- 1985 : Phil Collins: No Jacket Required, concert filmé, Smith producteur délégué

### Cinéma
- 1989 : Mike + The Mechanics: A Closer Look, documentaire, Smith producteur délégué
- 1998 : Beautopia, producteurs délégués
- 1999 : Le Voyeur, producteurs délégués
- 2006 : Les Fils de l'homme
- 2007 : The Possibility of Hope, producteurs délégués
- 2008 : Black Oasis